# Dél-bánsági körzet
A Dél-bánsági körzet (szerbül Јужнобанатски округ / Južnobanatski Okrug) közigazgatási egység Szerbiában, a Vajdaság Autonóm Tartomány délkeleti részén, a Bánságban. Központja Pancsova.

## Községek (járások)
| Név                 | Szerb név          | Terület (km²) | Népesség (fő, 2011) | Települések száma | Települések száma | Települések száma |
| Név                 | Szerb név          | Terület (km²) | Népesség (fő, 2011) | Város             | Falu              | Összesen          |
| ------------------- | ------------------ | ------------- | ------------------- | ----------------- | ----------------- | ----------------- |
| Alibunár község     | Opština Alibunar   | 602           | 20 151              | 2                 | 8                 | 10                |
| Antalfalva község   | Opština Kovačica   | 419           | 25 274              | 1                 | 7                 | 8                 |
| Fehértemplom község | Opština Bela Crkva | 353           | 17 367              | 1                 | 13                | 14                |
| Kevevára község     | Opština Kovin      | 730           | 33 722              | 1                 | 9                 | 10                |
| Ópáva község        | Opština Opovo      | 203           | 10 440              | 1                 | 3                 | 4                 |
| Pancsova község     | Opština Pančevo    | 755           | 123 414             | 3                 | 7                 | 10                |
| Versec község       | Opština Vrsac      | 800           | 52 026              | 1                 | 23                | 24                |
| Zichyfalva község   | Opština Plandište  | 383           | 11 336              | 0                 | 14                | 14                |
| Összesen            | Összesen           | 4245          | 293 730             | 10                | 84                | 94                |

## Népesség

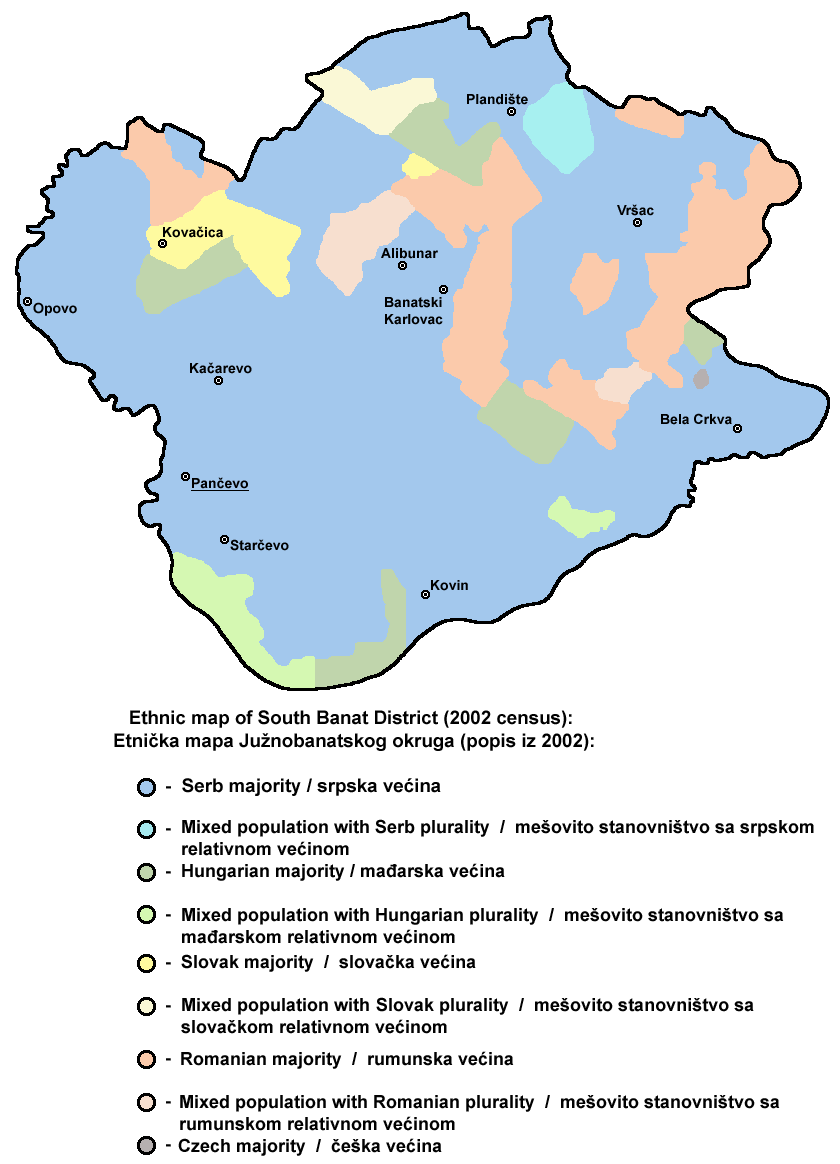
A Dél-Bánsági körzet etnikai térképe (2002)

A körzet lakosainak száma 2002-ben 313 937 fő volt, 2011-ben 293 370.
Több nemzetiség él a körzetben. A 2002-es adatok szerint:
- Szerbek: 220 641 (70,28%)
- Románok: 21 618 (6,88%)
- Magyarok: 15 444 (4,91%)
- Szlovákok: 15 212 (4,84%)
- Macedónok: 7 636 (2,43%)
- Romák: 6 268 (1,99%)
- Jugoszlávok: 5 687 (1,81%)

A községek általában szerb többségűek. Antalfalva népessége vegyes, szlovákok alkotják a relatív többséget (41%). A körzetben található a magyar nyelvterület legdélebbi települése, Székelykeve, melynek lakosságát főként bukovinai székelyek alkotják. A körzet magyar többségű települése még Fejértelep, Torontálvásárhely és Ürményháza.

## Gazdaság
Pancsován olajfinomító és vegyipari üzemek találhatóak.